# Indohya cardo
Espèce
Indohya cardo est une espèce de pseudoscorpions de la famille des Hyidae.

## Distribution
Cette espèce est endémique du Pilbara en Australie-Occidentale. Elle se rencontre de 20 à 60 kilomètres au Sud de Pannawonica.

## Description
Le mâle holotype mesure mm et la femelle paratype 1,57 mm, les mâles mesurent de 1,45 à 1,84 mm et les femelles de 1,39 à 1,66 mm.

## Systématique et taxinomie
Cette espèce a été décrite par Harvey et Burger en 2023.

## Étymologie
Son nom d'espèce lui a été donné en référence au lieu de sa découverte, Cardo Bore.

## Publication originale
- Harvey, Burger, Abrams, Finston, Huey & Perina, 2023 : « The systematics of the pseudoscorpion genus Indohya (Pseudoscorpiones: Hyidae) in Australia. » Zootaxa, no 5342(1), p. 1-119.